# Никольский проезд
Нико́льский прое́зд — улица в районе Савёлки Зеленоградского административного округа города Москвы. Начинается от Московского проспекта и упирается в 5-А микрорайон (также известный как МЖК). Вся улица четырехполосная (по две полосы в каждую сторону).

## Происхождение названия
Назван в 1997 году по Храму святителя Николая Мирликийского (Никольская церковь).

## Транспорт
По улице проходит маршрут автобуса № 12 (остановки «Московский проспект», «Никольская церковь», «Никольский Парк», «МЖК»).